# ポール・ムルダース
ポール・デ・ラ・クルス・ムルダース（Paul de la Cruz Mulders、1981年1月16日 - ）は、オランダとフィリピンのサッカー選手。フィリピン代表。ポジションはMF。

## クラブ歴

### ユース
彼はアムステルダムにてオランダ人の父親とフィリピンのイサベラ州出身の母親の間に末子として生まれた。4歳の時にAVVゼーブルヒアでサッカーを始め、8歳でアヤックス・アムステルダムのアカデミーに加入、16歳まで在籍した。

### ハールレム
1997年にHFCハールレムに移籍、このクラブはアヤックスのユースに所属した選手がサッカーを続けるために移籍するクラブでもあった。その後2000年にトップチームに昇格し、10月14日に行われたエールステ・ディヴィジ・BVフェーンダム戦で19歳にしてプロ初出場となった。彼が注目を浴びたのは2003年8月6日に行われたアヤックスとの親善試合で、ズラタン・イブラヒモビッチやワンベルトを擁するアヤックスからアムステルダム・アレナで得点を奪ったのである。ハールレムには2000年から2005年にかけて在籍し、114試合20得点の結果を残し、特にロイ・ウェッセリンフ監督の下ではウィンガーとして重宝された。

### カンブール
2004-05シーズン終了後にフリーの身となると、ハールレムのチームメイトであるリック・ホーアイブールと共にSCカンブールに移籍。24歳の彼はここで2年契約を締結。ここではストライカーとして起用され、60試合で5得点の結果であった。しかし彼の在籍2シーズン目となった2006-07シーズンにクラブの財政問題が悪化し順位を落とさざるを得ない状況になった。結果として彼と6人の選手の契約は更新されず、放出となった。

### オムニワールド
2007-08シーズンに先だって彼はオーストリアに向かったが最終的にはFCオムニワールドに加入した。元来攻撃的ミッドフィールダー、セカンドストライカーが適切なポジションであった彼はこのクラブで活躍し、60試合で11得点の結果を残した。またここでは当時アシスタントトレーナーであったペーター・ファン・フォッセンと共に過ごし良い関係を構築したが、AGOVVアペルドールンで再開する事となる。

### AGOVVアペルドールン
2009年2月3日にAGOVVアペルドールンに2シーズンの契約で移籍する事が発表され、同年夏にはジョン・ファン・デン・ブロム監督、ペーター・ファン・フォッセンアシスタントコーチの下、熱心にトレーニングを積んだ。ファン・デン・ブロム監督によって彼の才能は開花、そしてチームも向上し、2009-10シーズンはナセル・シャドリ、ラモン・レーウィン、チロ・エントコ、ジェレミー・ボキラらと共に昇格プレーオフに漕ぎ付けるという彼にとってのベストシーズンになった。

### ADOデン・ハーグ
2010年8月にはアペルドールン時代の恩師であるファン・デン・ブロム監督が新たに就任するADOデン・ハーグに彼を連れていきたいと望んでいる事が広く報じられたものの、この移籍は実現しなかった。さらに2010-11シーズンの冬の移籍市場も閉まりかけた頃合にはPFCズウォレが冬の補強として彼を渇望している事が報じられたがこれも実現しなかった。最終的には2011年4月末に1年の延長オプションつきの2年契約でADOデン・ハーグに加入する事が報じられた。
2011年8月4日に行われたUEFAヨーロッパリーグ 2011-12 予選のオモニア・ニコシア戦でADOデン・ハーグ移籍後、そしてUEFAヨーロッパリーグ初出場を果たした。この試合で彼は32分にアーメド・アミに代えて投入されてのデビューとなった。試合自体は1-0で勝利したが、2戦合計のスコアは3-1で敗北した。同月7日にはリーグのフィテッセ戦に出場、12シーズン目のオランダにして初めてのエールディヴィジ出場となった。

### チェンライ・ユナイテッド
2013年1月にはタイ・プレミアリーグに所属するチェンライ・ユナイテッドFCからオファーが来ていると報じられたが、冬の移籍市場が閉まるまでに合意に達せず移籍はならなかった。ADOデン・ハーグとの契約が切れるのに先だった2013年7月、カンブール時代のチームメイトであるアドナン・バラカットの助力を受けてタイに渡りチェンライ・ユナイテッドのテストマッチに参加したものの、同クラブの新監督は彼にオファーしなかった。

### グローバルFC
無所属の身になった彼はシンガポール・カップ要員としてグローバルFCに加入した。

### カンブールへの復帰
2014年1月20日には半年のアマチュア契約で古巣のカンブールに復帰した。

### セレスFC
2014年夏にセレスFCに加入。

### グローバルFCへの復帰
2017年にはグローバルFCに復帰。フィリピン・フットボールリーグ初シーズン開幕節のJPVマリキナFC戦ではペナルティキックを決めた。

## 代表歴
2011年、ADOデン・ハーグへの移籍が決まった直後に彼の友人と従兄弟は彼のファンページをfacebookに作成した。このページはフィリピンサッカー連盟の目に留まり、彼はフィリピン代表に招集された。彼自身は今迄のサッカー歴と映像、そして何よりADOデン・ハーグと契約したという事実が代表招集へと繋がったと述べている。
2011年6月初めにマニラに渡り、フィリピンの旅券を取得。スリランカ代表との2014 FIFAワールドカップ・アジア1次予選の最終メンバーに選ばれた。同月29日にアウェーで行われたスリランカ代表戦で代表初出場、試合は1-1の引分に終わった。ホームで迎えた2戦目では4-0と粉砕し、2次予選のクウェート代表戦へと駒を進めた。しかしコロンボで行われたスリランカ代表戦で受けたスライディングによる怪我を引き摺ってしまい、クウェート代表戦には招集されなかった。
10月7日に行われたシンガポール代表との親善試合で代表に復帰したが、2-0で敗北した。11日に行われた親善試合のネパール代表戦では17分にフィリップ・ヤングハズバンドの得点をアシストし、4-0の勝利の黒子として活躍した。
その後、2012 AFFスズキカップのメンバーとして招集され、11月24日に行われた同大会のタイ王国代表戦で代表初得点を記録した。
2015年11月を以て代表に招集されなくなり、2016年3月16日に代表支配人のダン・パラミはムルダースが代表を引退する事を認めた。しかし、2017年10月10日に行われたAFCアジアカップ2019のイエメン代表戦で代表復帰。

## 個人成績
2017年11月9日現在
代表での得点一覧
| #  | 日附           | 場所                                 | 対戦相手 | 得点 | 結果 | 大会                 |
| -- | -------------- | ------------------------------------ | -------- | ---- | ---- | -------------------- |
| 1. | 2012年11月24日 | バンコク・ラジャマンガラ・スタジアム | タイ     | 2-1  | 2-1  | 2012 AFFスズキカップ |
| 2. | 2014年11月28日 | ハノイ・ミーディン国立競技場         | ベトナム | 3-1  | 3-1  | 2014 AFFスズキカップ |